# ラブライブ!虹ヶ咲学園スクールアイドル同好会 トキメキの未来地図
- ラブライブ!シリーズ
  - ラブライブ! スクールアイドルフェスティバル ALL STARS > ラブライブ!虹ヶ咲学園スクールアイドル同好会 トキメキの未来地図
  - ラブライブ!虹ヶ咲学園スクールアイドル同好会 > ラブライブ!虹ヶ咲学園スクールアイドル同好会 トキメキの未来地図

『ラブライブ！虹ヶ咲学園スクールアイドル同好会 トキメキの未来地図』（ラブライブ！にじがさきがくえんスクールアイドルどうこうかい トキメキのみらいちず）は、2025年4月24日にブシロードゲームズより発売されたビジュアルノベルゲーム。略称は『にじちず』。

## 概要
「ラブライブ!虹ヶ咲学園スクールアイドル同好会」初のビジュアルノベルゲーム。対応プラットフォームはNintendo Switch・Steam。
『ラブライブ! スクールアイドルフェスティバル ALL STARS』（スクスタ）の続編となるストーリーで、主人公である“あなた”が記憶喪失になっているというところから始まる。
2024年1月14日に制作決定を発表し、2024年5月12日に正式タイトルとロゴを発表。

## あらすじ
東京・お台場にある人気の高校「虹ヶ咲学園」。この学園で「スクールアイドル同好会」の部長をしているあなた。同好会メンバーでスクールアイドルの12人との日々は、紆余曲折しながらもトキメキに満ち溢れていた。しかし、ある日突然、あなたは原因不明の記憶喪失になり、同好会に入る前くらいからのことを全て忘れてしまう。あなたの記憶喪失を知ったメンバーたちは、部室に集まり、記憶を取り戻す方法を探る。医者からの「普段通りの生活を送ることが記憶を取り戻す手助けになる」というアドバイスから、これまで通りの学園生活を送ることで記憶を取り戻してもらうという方法を取ることとなった。こうして、再びメンバーたちと交流を深め、トキメキのカケラを探す学園生活がスタートするのだった。

## 登場人物
あなた（主人公）
声 - なし
プレイヤーキャラクターであり、本作の主人公。虹ヶ咲学園スクールアイドル同好会の部長だが、同好会に入った後の記憶を突如失ってしまう。
上原 歩夢（うえはら あゆむ）
声 - 大西亜玖璃
学年：2年生 / 誕生日：3月1日 / 血液型：A型 / 身長：159cm / スリーサイズ：B82・W58・H84
中須 かすみ（なかす かすみ）
声 - 相良茉優
学年：1年生 / 誕生日：1月23日 / 血液型：B型 / 身長：155cm / スリーサイズ：B76・W55・H79
桜坂 しずく（おうさか しずく）
声 - 前田佳織里
学年：1年生 / 誕生日：4月3日 / 血液型：A型 / 身長：157cm / スリーサイズ：B80・W58・H83
朝香 果林（あさか かりん）
声 - 久保田未夢
学年：3年生 / 誕生日：6月29日 / 血液型：AB型 / 身長：167cm / スリーサイズ：B88・W57・H89
宮下 愛（みやした あい）
声 - 村上奈津実
学年：2年生 / 誕生日：5月30日 / 血液型：A型 / 身長：163cm / スリーサイズ：B84・W53・H86
近江 彼方（このえ かなた）
声 - 鬼頭明里
学年：3年生 / 誕生日：12月16日 / 血液型：O型 / 身長：158cm / スリーサイズ：B85・W60・H86
優木 せつ菜（ゆうき せつな）
声 - 林鼓子
学年：2年生 / 誕生日：8月8日 / 血液型：O型 / 身長：154cm / スリーサイズ：B83・W56・H81
エマ・ヴェルデ（Emma Verde）
声 - 指出毬亜
学年：3年生 / 誕生日：2月5日 / 血液型：O型 / 身長：166cm / スリーサイズ：B92・W61・H88
天王寺 璃奈（てんのうじ りな）
声 - 田中ちえ美
学年：1年生 / 誕生日：11月13日 / 血液型：B型 / 身長：149cm / スリーサイズ：B71・W52・H75
三船 栞子（みふね しおりこ）
声 - 小泉萌香
学年：1年生 / 誕生日：10月5日 / 血液型：AB型 / 身長：160cm / スリーサイズ：B79・W56・H78
ミア・テイラー（Mia Taylor）
声 - 内田秀
学年：3年生 / 誕生日：12月6日 / 血液型：AB型 / 身長：156cm / スリーサイズ：B80・W55・H80
鐘 嵐珠（ショウ・ランジュ）
声 - 法元明菜
学年：2年生 / 誕生日：2月15日 / 血液型：B型 / 身長：165cm / スリーサイズ：B87・W55・H82

## ゲームシステム
メインストーリー
記憶を取り戻すべく、主人公がメンバー12人との学園生活を送る。平日5日間を学園で過ごし、土日をお出かけというサイクルで進んでいく。学園では同好会メンバー以外との会話も可能。
メンバーイベント・キズナエピソード
学園での交流や選択肢によってメンバーとのキズナを深めることで、メンバー1人1人にフォーカスしたストーリーが鑑賞できる。個別ストーリーではメンバーの新規描きおろしスチルも多数収録されている。
メロディー
メンバーとの交流に応じてゲームに収録されているBGMが解放される。収録数は全47曲。
マルチエンディング
選択したメンバーごとで「未来」が変わるマルチエンディングとなっている。
3Dライブ映像
12人全員とエンディングを迎えると、ゲーム主題歌『Eternalize Love!!』の3Dライブ映像が視聴可能になる。

## 主題歌
Eternalize Love!!
虹ヶ咲学園スクールアイドル同好会によるエンディングテーマ。作詞はmiyakei、作曲・編曲は玉木千尋。

## スタッフ
- 原作 - 矢立肇
- 原案 - 公野櫻子
- プロデューサー - 鈴木瑞樹
- シナリオ - EDEN'S NOTES
- キャラクターデザイン - KLabGames
- ゲーム開発 - ヒューネックス
  - プロジェクトマネージャー - 柳雅夫
  - 開発ディレクター・プランナー - 伊藤潤一
  - チーフグラフィックデザイナー - 白戸結依
  - UIデザイナー - 脇萌花
  - プログラマー - 坂下豊、遠藤正勝
- 練習ノートデザイン - 長谷川聡
- スチルイラスト - アイケイワイ、アクアスター、クリエイティブハウスポケット
- 3D Music Video - 埼玉アニメーション
- オープニングムービー - タイプゼロ
  - ディレクション・編集 - 小川晴香
  - デザイン - 佐々木優介
- スクリプト - ドキドキグルーヴワークス
- BGM - ノイジークローク[21]
  - 作曲・編曲 - 白澤亮[21]
  - サウンド調整 - 金井琢真[21]、込山拓哉[21]、黒田就平[21]
  - マネージャー - 小山翔[21]
  - プロデューサー - 坂本英城[21]
- 音響監督 - 長崎行男
- 音響制作担当 - 成瀬啓輔
- 音響制作 - マジックカプセル
- 音楽プロデューサー - 武沢由佳子
- 音楽制作 - ランティス
- 翻訳 - タイガーテイル
- デバッグ - KINSHA
- 宣伝・広報 - 上川原琳、恒川栄徳、石川健翔
- ゲームディレクター - 西中舞
- ゲームプロデューサー - 依田悠里香
- エグゼクティブゲームプロデューサー - 宮崎智保
- 制作 - ブシロードゲームズ

### ユニットメンバー
1. ↑  上原歩夢（大西亜玖璃）、中須かすみ（相良茉優）、桜坂しずく（前田佳織里）、朝香果林（久保田未夢）、宮下愛（村上奈津実）、近江彼方（鬼頭明里）、優木せつ菜（林鼓子）、エマ・ヴェルデ（指出毬亜）、天王寺璃奈（田中ちえ美）、三船栞子（小泉萌香）、ミア・テイラー（内田秀）、鐘嵐珠（法元明菜）